# Myriopathes ulex
Myriopathes ulex är en korallart som först beskrevs av Ellis och Daniel Solander 1786.  Myriopathes ulex ingår i släktet Myriopathes och familjen Myriopathidae. Inga underarter finns listade i Catalogue of Life.